# Wessman–Barkens Jernväg
| Wessman–Barkens Järnväg Lok BARKEN mit Personenzug in Marnäs (1892) |         |                                        |                                        |
| Karte von 1867 |         |                                        |                                        |
| Streckenlänge: | 18,2 km |                                        |                                        |
| Spurweite: | 1188 mm |                                        |                                        |
| |         |                                        |                                        |
| Betriebsstellen und Strecken |         |                                        |                                        |
| \| \| 0,0 \| Marnäs \| Marnäs \| \| \| \| Bahnstrecke Ludvika–Falun \| \| \| \| \| Ludvika Hållplats \| \| \| \| \| Hillänge \| \| \| \| \| von der Kiesgrube \| \| \| \| \| vom Hafen \| \| \| \| \| Norsbro \| \| \| \| \| \| \| \| \| \| Skarviken \| \| \| \| \| Flogberg \| \| \| \| \| Sandsta Övre \| \| \| \| \| \| \| \| \| \| Sandsta Nedre \| \| \| \| \| Källänge \| \| \| \| \| Risingsbo herrgård (inoffizielle Hst.) \| \| \| \| \| Leran \| (Munkbobro) \| \| \| \| Leran \| (Munkbobro) \| \| \| \| vom Hafen \| \| \| \| \| Munkbo \| \| \| \| \| Nybergets Järnväg \| \| \| \| \| Risingsbo \| \| \| \| \| Morgårdshammar \| \| \| \| 18,2 \| Smedjebacken \| Smedjebacken \| |         |                                        |                                        |
| Kopfbahnhof Streckenanfang (Strecke außer Betrieb) | 0,0     | Marnäs                                 | Marnäs                                 |
| Kreuzung (Strecke geradeaus außer Betrieb) |         | Bahnstrecke Ludvika–Falun              | Bahnstrecke Ludvika–Falun              |
| Haltepunkt / Haltestelle (Strecke außer Betrieb) |         | Ludvika Hållplats                      | Ludvika Hållplats                      |
| Bahnhof (Strecke außer Betrieb) |         | Hillänge                               | Hillänge                               |
| Abzweig geradeaus und von links (Strecke außer Betrieb) |         | von der Kiesgrube                      | von der Kiesgrube                      |
| Abzweig geradeaus und von links (Strecke außer Betrieb) |         | vom Hafen                              | vom Hafen                              |
| Blockstelle (Strecke außer Betrieb) |         | Norsbro                                | Norsbro                                |
| Brücke über Wasserlauf (Strecke außer Betrieb) |         |                                        |                                        |
| Haltepunkt / Haltestelle (Strecke außer Betrieb) |         | Skarviken                              | Skarviken                              |
| Haltepunkt / Haltestelle (Strecke außer Betrieb) |         | Flogberg                               | Flogberg                               |
| Bahnhof (Strecke außer Betrieb) |         | Sandsta Övre                           | Sandsta Övre                           |
| Brücke über Wasserlauf (Strecke außer Betrieb) |         |                                        |                                        |
| Bahnhof (Strecke außer Betrieb) |         | Sandsta Nedre                          | Sandsta Nedre                          |
| Haltepunkt / Haltestelle (Strecke außer Betrieb) |         | Källänge                               | Källänge                               |
| Haltepunkt / Haltestelle (Strecke außer Betrieb) |         | Risingsbo herrgård (inoffizielle Hst.) | Risingsbo herrgård (inoffizielle Hst.) |
| Brücke über Wasserlauf (Strecke außer Betrieb) |         | Leran                                  | (Munkbobro)                            |
| Brücke über Wasserlauf (Strecke außer Betrieb) |         | Leran                                  | (Munkbobro)                            |
| Abzweig geradeaus und von rechts (Strecke außer Betrieb) |         | vom Hafen                              | vom Hafen                              |
| Blockstelle (Strecke außer Betrieb) |         | Munkbo                                 | Munkbo                                 |
| Abzweig geradeaus und von links (Strecke außer Betrieb) |         | Nybergets Järnväg                      | Nybergets Järnväg                      |
| Blockstelle (Strecke außer Betrieb) |         | Risingsbo                              | Risingsbo                              |
| Haltepunkt / Haltestelle (Strecke außer Betrieb) |         | Morgårdshammar                         | Morgårdshammar                         |
| Kopfbahnhof Streckenende (Strecke außer Betrieb) | 18,2    | Smedjebacken                           | Smedjebacken                           |

Die Wessman–Barkens Jernväg (WBJ), später Väsman–Barkens Järnväg, war eine schwedische Schmalspurbahn, die zwischen 1859 und 1903 die Seen Väsman und Barken in Dalarna verband.
Die Strecke wurde nach einer Umorganisation der Betreibergesellschaft ab 1883 Smedjebackens järnväg genannt, ihre Hauptfracht waren Erz, Eisen, Getreide und Holz. Zeitweise wurde Personenverkehr durchgeführt.

## Wessman–Barkens Jernvägs-Aktiebolag
Wessman–Barkens Jernvägs-Aktiebolag wurde 1855 gegründet, ein Jahr später wurde mit dem Bau der Strecke begonnen. Die Strecke wurde am 17. August 1860 eröffnet und war damit eine der ersten Eisenbahnen in Schweden.
Zur Eröffnung kam König Carl XV. mit einem Dampfboot nach Smedjebacken. Er befuhr die Strecke mit einem für diesen Zweck besonders hergerichteten Kungavagn (deutsch Königswagen).

### Streckendaten
Die Strecke wurde mit der seltenen Spurweite von 1188 mm oder vier schwedische Fuß gebaut. Die Länge der Strecke betrug 18,2 Kilometer. Der östliche Endpunkt war der Hafen von Smedjebacken am See Norra Barken. Das westliche Ende war ursprünglich Marnäs (heute ein Stadtteil von Ludvika) und befand sich am See Väsman im heutigen Ludvika. Der Stationsname wurde später in „Ludvika“ geändert. Innerhalb des Stadtgebietes von Ludvika entspricht der Streckenverlauf in etwa dem des heutigen Riksväg 66.
1874 wurde im Hafen von Smedjebacken ein Lokschuppen gebaut. Bahnübergänge gab es in Hillänge, Norsbro, Lernbo, Munkbo, Morgårdshammar und Smedjebacken.
In Smedjebacken befand sich die Jernvägsexpedition in einem nicht mehr vorhandenen Haus an der Kyrkogatan. Bahnhöfe und Haltestellen waren Munkbo, Sandsta Övre, Sandsta Nedre, Norsbro, Ludvika hållplats (heute Sockenstugeparken) und Marnäs am Väsman sowie in Ljusåsen, Källänge und Hillänge.

### Fahrzeuge
Insgesamt wurden folgende Dampflokomotiven beschafft:
| Nummer | Name         | Bauart    | Achsfolge | Hersteller                               | Fabr.-Nr./ Baujahr | Besonderes                                                                                       |
| ------ | ------------ | --------- | --------- | ---------------------------------------- | ------------------ | ------------------------------------------------------------------------------------------------ |
| 1      | WESSMAN      | Tenderlok | Cst       | Munktells Mekaniska Verkstad, Eskilstuna | 6 1857             | Kaufpreis 27.000 Riksdaler, 1897 ausgemustert                                                    |
| 2      | BARKEN       | Tenderlok | 1 Bst     | Munktells Mekaniska Verkstad, Eskilstuna | 10 1860            |                                                                                                  |
| 3      | SMEDJEBACKEN | Tenderlok | 1 Bt      | Munktells Mekaniska Verkstad, Eskilstuna | 16 1874            | 1903 ausgemustert                                                                                |
| 4      | LUDVIKA      | Tenderlok | 1 Bt      | Munktells Mekaniska Verkstad, Eskilstuna | 31 1893            | 1905 an Stockholm–Västerås–Bergslagens Järnvägar, Umbau in Normalspur (SWB 9), ausgemustert 1912 |

Der Wagenpark bestand aus etwa 70 Güterwagen, 5 bis 6 Personenwagen und einigen Sonderfahrzeugen.

## Kommunikationsleden
Der Hafen in Smedjebacken war zu dieser Zeit sehr wichtig für die Lieferung von Produkten aus den Bergwerken und Hüttenbetrieben in Västerbergslagen. Durch den Strömsholm-Kanal gab es eine Verbindung zum Mälarsee und nach Stockholm. Durch die Wessman–Barkens Jernväg hatte das Gebiet westlich von Smedjebacken Zugang zu diesem Kommunikationsleden (deutsch Verkehrsweg) deutlich erleichtert. Viele Waren wurden über den Väsman und dem zugehörigen Wasserstraßensystem zum Hafen von Ludvika gebracht und von dort mit dem Zug nach Smedjebacken, wo erneut ein Umschlag auf Boote erfolgte.

## Smedjebackens Järnväg
Nach einer Umstrukturierung der Betreibergesellschaft wurde diese ab 1883 Smedjebackens Järnväg (SmbJ) genannt. Die Strecke wurde 1898 von der Stockholm–Västerås–Bergslagens Järnvägar übernommen. Deren Normalspurstrecke erreicht Ludvika im Jahr 1900. Die beiden Bahnen liefen in etwa parallel zwischen den beiden Orten, so dass am 6. August 1903 die Schmalspurstrecke stillgelegt wurde.
Im Hafen von Smedjebacken ist der Lokschuppen als Teil des Ekomuseum Bergslagen erhalten geblieben.

### Historische Bilder

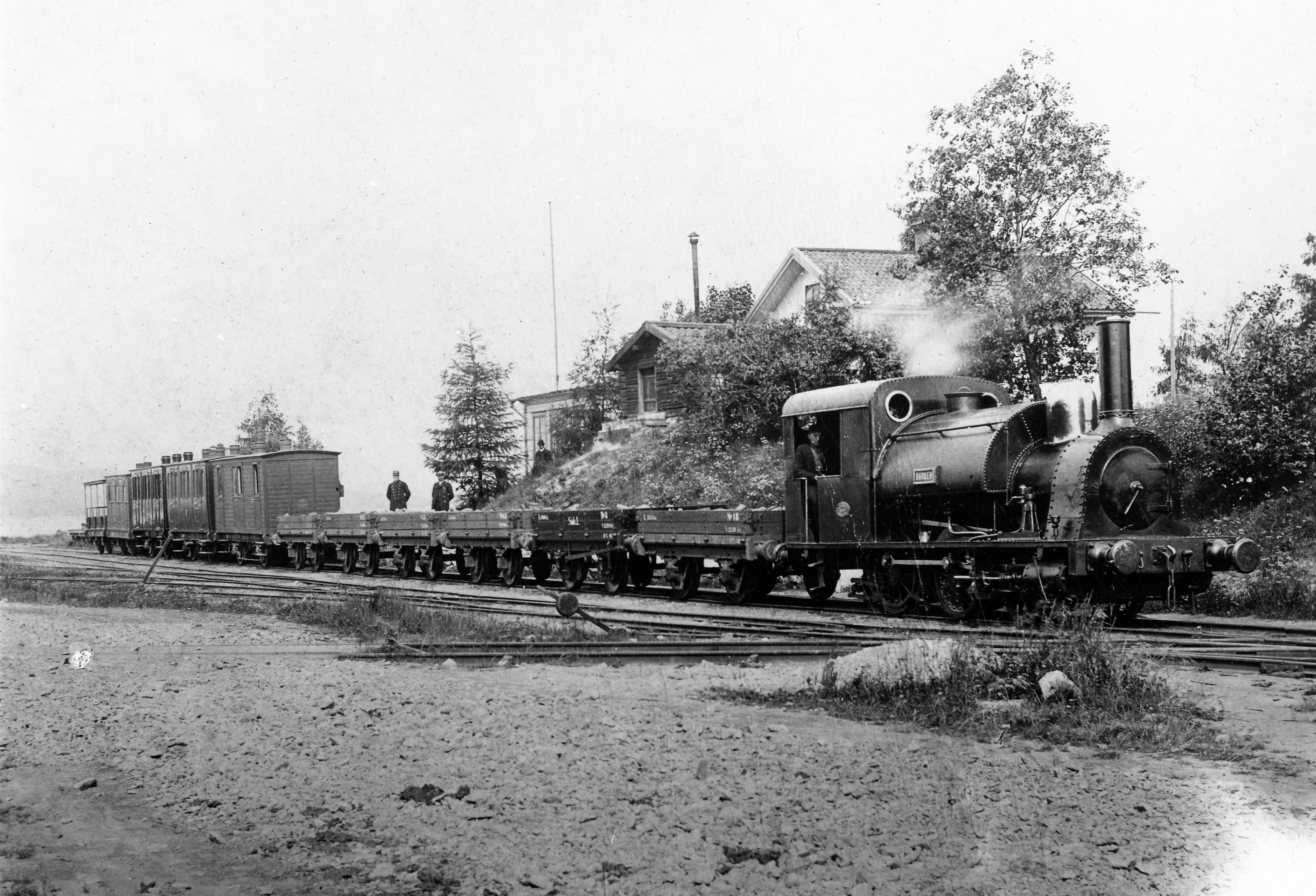
Lokomotive BARKEN mit einem gemischten Zug in Ludvika (1897)
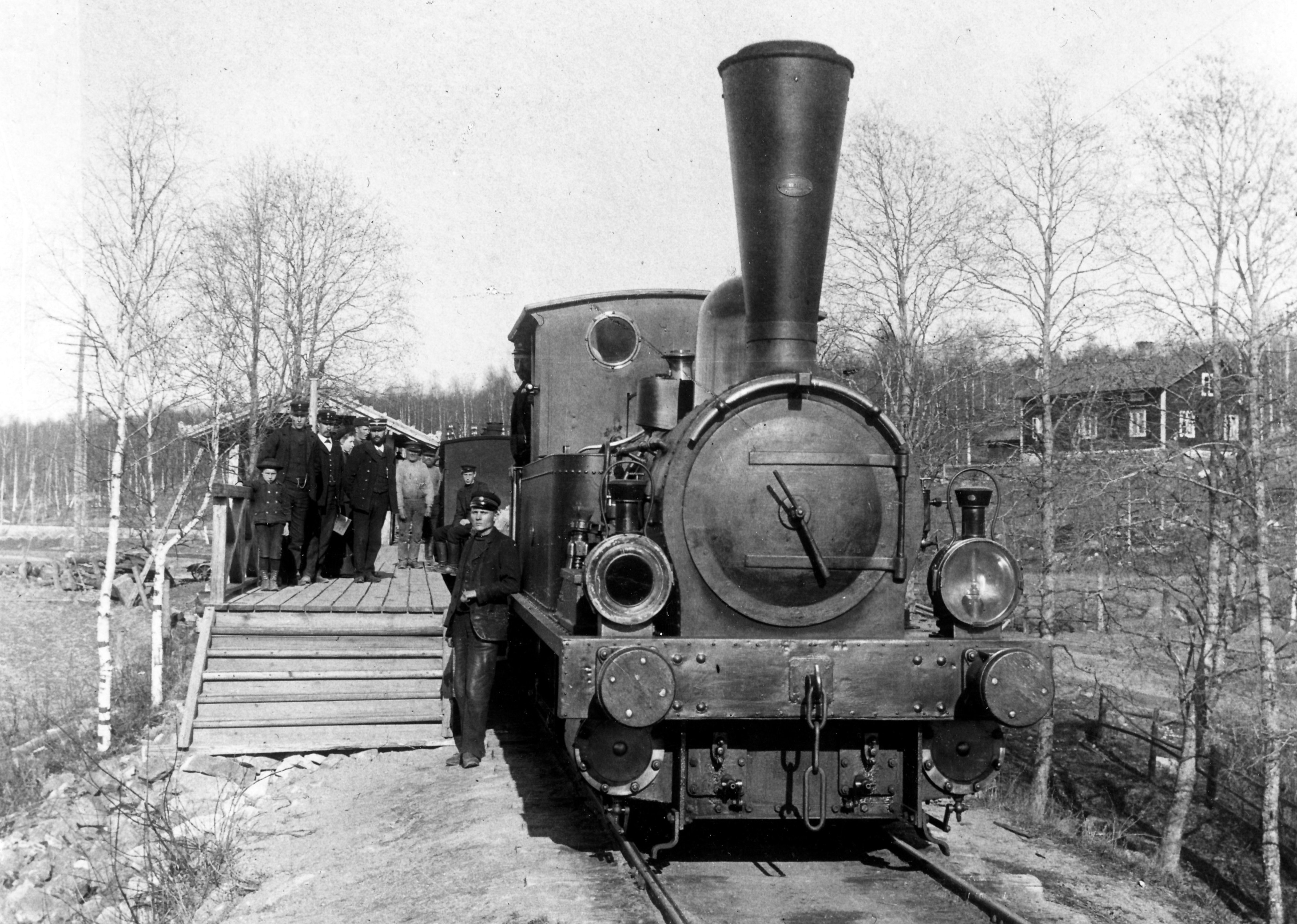
Lokomotive SMEDJEBACKEN an der Haltestelle Sandsta (1901)
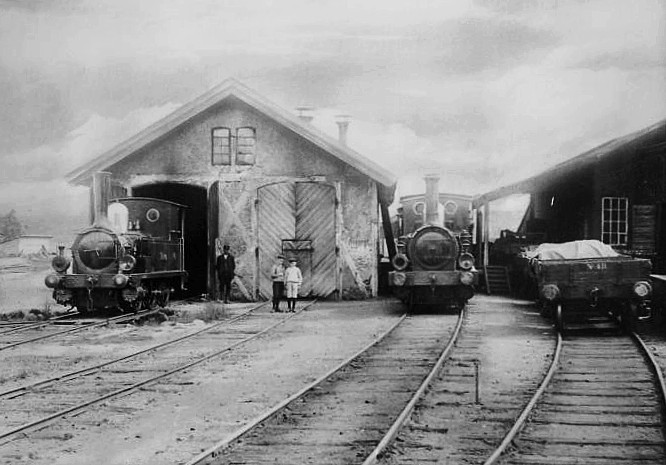
Lokschuppen Smedjebacken mit den Lokomotiven LUDVIKA und SMEDJEBACKEN
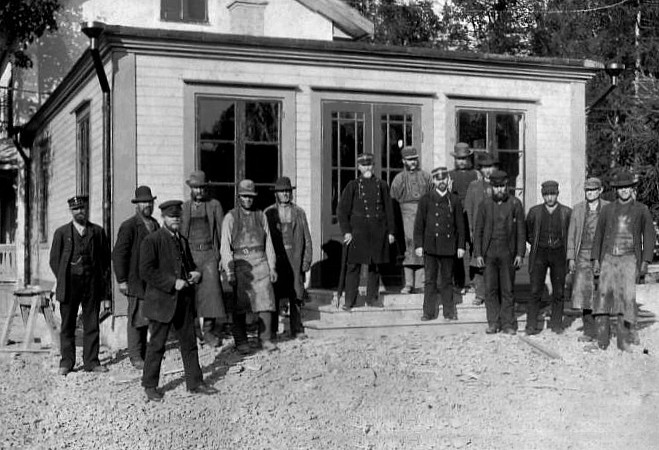
Personal am Bahnhof Marnäs

### Aktuelle Bilder, Lokschuppen Smedjebacken

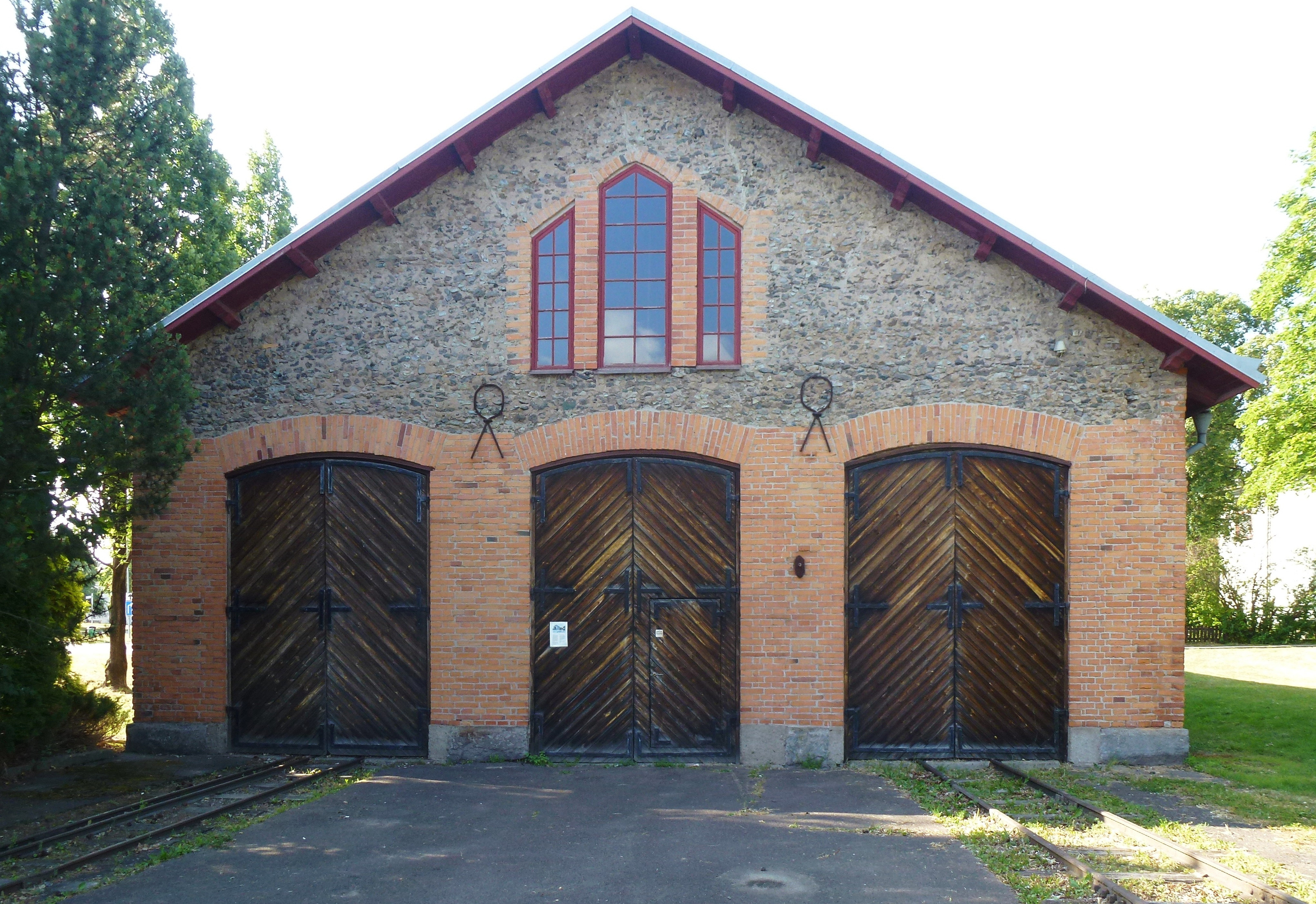
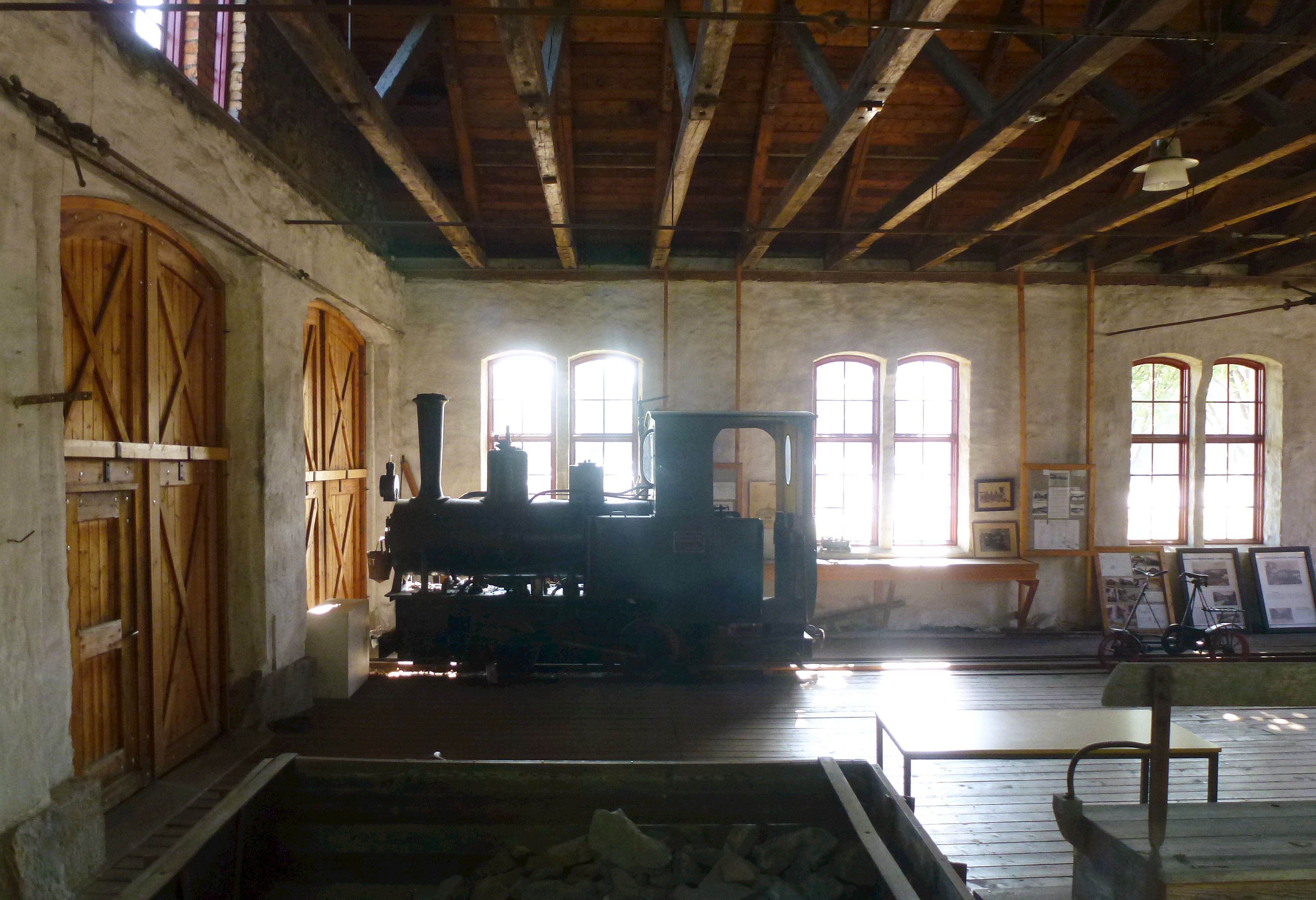
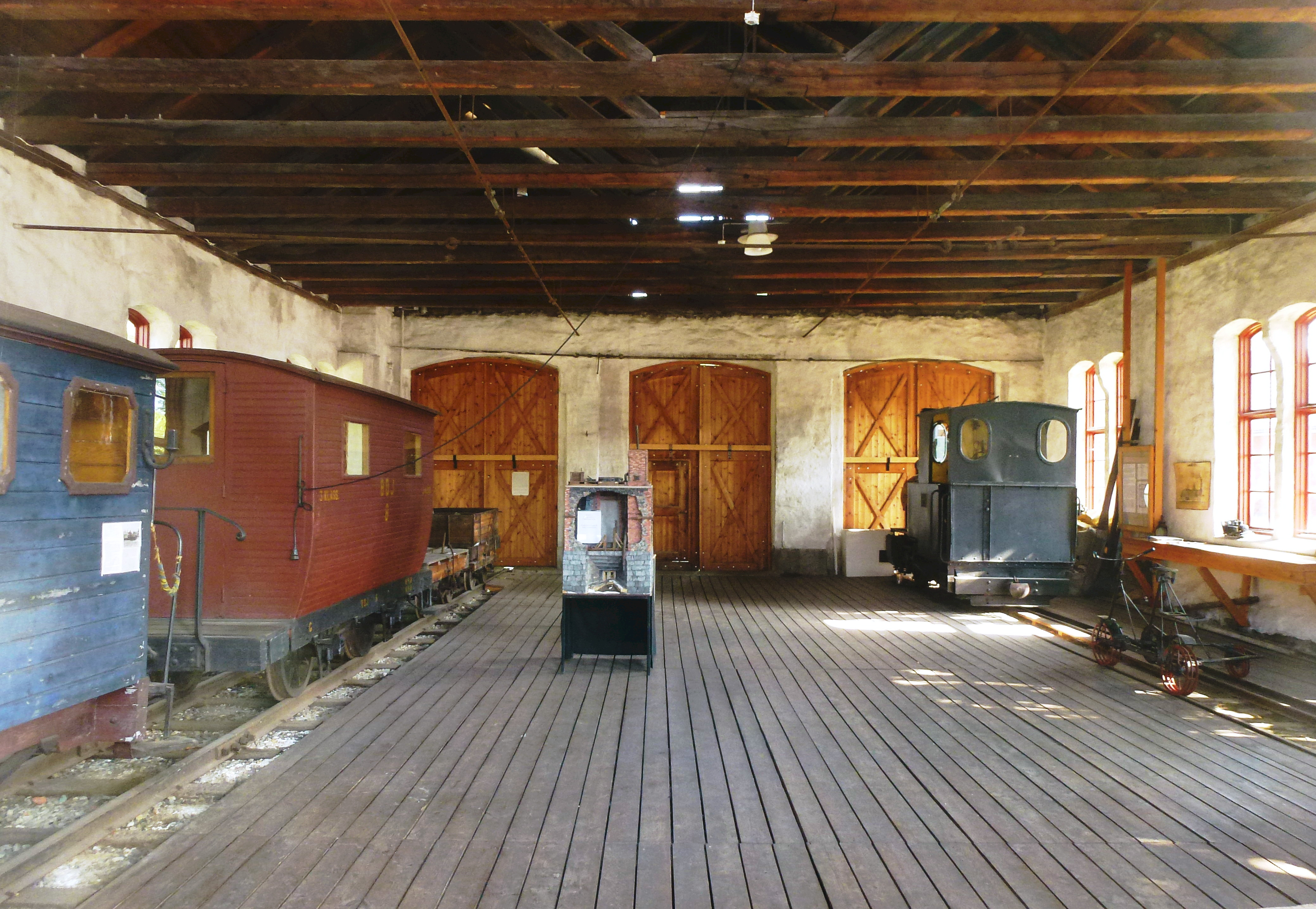
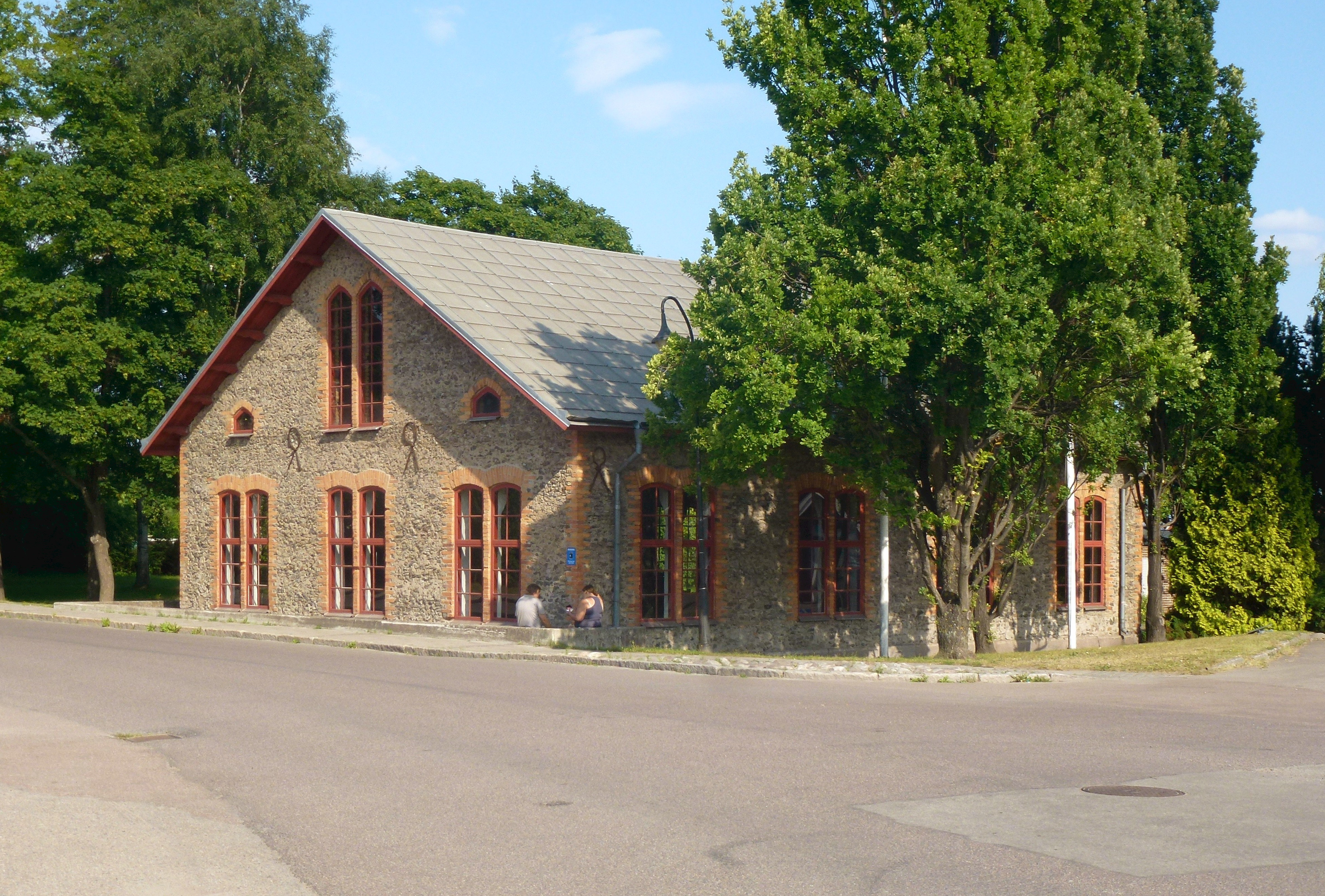